# Џејмс Кронин
Џејмс Ватсон Кронин (енгл. James Watson Cronin, 29. септембар 1931 – 25. август 2016) био је амерички физичар, који је 1980. године, добио Нобелову награду за физику „за открића поремећаја фундаменталне симетрије у распаду неутралних K-мезона”.